# Eduardo Martins Nunes
Eduardo Martins Nunes, mais conhecido como Nunes (Alegrete, 20 de março de 1984), é um ex-futebolista brasileiro que atuava como volante.

## Carreira

### Grêmio
Depois de um destaque nas categorias de base, e passagem na Argentina pelo Boca Juniors, Nunes subiu aos 20 anos, e pela primeira vez, defenderia um time como jogador profissional, o Grêmio, no ano de 2005. Com um projeto de volta por cima, Nunes não conseguiu ajudar sua equipe a conquistar o Campeonato Gaúcho de Futebol de 2005, em recompensação, foi um dos 11 'guerreiro' do Imortal Tricolor a iniciar o jogo que colocou o time gaúcho na primeira divisão do futebol brasileiro em um jogo contra o Náutico em Pernambuco. Nessa partida, Nunes foi um dos quatro expulsos do time ao lado do zagueiro Domingos, e dos laterais Patrício e Escalona. O jogo ficou conhecido por A Batalha dos Aflitos, que virou até filme.
No ano de 2006, foi durante bom tempo, banco de reservas do volante Lucas Leiva. Mesmo assim, participou do grupo terceiro colocado no Campeonato Brasileiro de Futebol de 2006, colocando o Grêmio na Copa Libertadores da América de 2007. O ano de 2007 foi considerado um dos melhores da carreira do jogador, que admirado por Mano Menezes, chegou a ser titular em alguns jogos importantes do Campeonato Gaúcho de Futebol, competição a qual o Grêmio se sagrou campeão. Na Libertadores, foi inscrito com a camisa 25, sendo titular em alguns jogos e colocando dificuldades para os atacantes das equipes latinas. Nunes tinha como seu forte, o poder de marcação e as roubadas de bola.
No início de 2008, o jogador treinou por um tempo em separado do grupo de jogadores do Grêmio, sendo dado como transferível. Porém, em 17 de janeiro do mesmo ano, foi reintegrado aos profissionais do clube. Nunes era muito criticado pela imprensa gaúcha pela sua falta de técnica, sob a alegação de que é um jogador muito violento e com pouquíssima habilidade.

### Guarani - SP
Em abril de 2008, após Nunes ser considerado um dos culpados pela má situação do Grêmio, devido às suas apáticas atuações, ele foi dispensado. A sua situação era completamente insustentável, já que recebia vaias sempre que tocava na bola. Apesar da dispensa, ele não rompeu seu contrato, apenas esperava por propostas de outros clubes. Em julho de 2008, foi emprestado ao Guarani. Na equipe paulista, foi titular por uma temporada inteira, porém, não apresentou o rendimento acima do esperado pelos torcedores do Guarani, não tendo seu contrato de empréstimo renovado.

### Náutico
Em janeiro de 2009, após voltar para Porto Alegre, Nunes novamente treinou separado dos outros jogadores e sendo oferecido para outras equipes do Brasil. Não demorou muito para novamente ser emprestado, no dia 14 de janeiro, antes da temporada começar, foi contratado pelo Náutico, desta vez assinando um contrato definitivo, válido até 10 de dezembro de 2009. Participou da campanha do Campeonato Brasileiro Série B, sendo relacionado para poucos jogos como titular, o que o levou para uma não renovação do contrato.

### Vila Nova - GO
Ao fim do contrato, transferiu-se para o Guarani, onde já havia atuado em 2008 com a chance de aperfeiçoar no clube, já que chegou a ganhar elogios dos torcedores. Ficou no clube campineiro até 2010, ano em que foi contratado pelo Vila Nova, onde jogou ao lado de Túlio Maravilha.

### Pelotas
Em 13 de setembro de 2010, foi anunciada sua ida para o Pelotas, motivo de felicidade para o jogador, que acabou assinando contrato de dois anos e que queria dar a volta por cima. No Pelotas, se tornou um dos grandes ídolos da equipe e da torcida, sendo um dos destaques no Campeonato Gaúcho da Primeira Divisão.

### Cerâmica
No dia 23 de novembro de 2011, após o fim do contrato com o Pelotas, Nunes decidiu acertar com o Cerâmica Atlético Clube, equipe da cidade de Gravataí, que está se promovendo a cada ano, e tem como objetivo, se tornar uma das potências do futebol do estado. Nunes já está treinando com os seus companheiros para a pré temporada antes da disputa do Campeonato Gaúcho da Primeira Divisão. Em sua apresentação no clube, Nunes diz estar com a melhor das expectativas em defender o Cerâmica no Campeonato Gaúcho do ano que vem. Fez sua estréia no Campeonato Gaúcho de Futebol, entrando pra história, defendendo o tricolor de Gravataí pela primeira vez na elite da maior competição do estado. Fez uma partida considerada boa e saiu como um dos melhores em campo no empate em 2-2. É considerado um dos jogadores mais importantes do time, especialmente pelo toque de bola e a movimentação que orienta no meio de campo.

## Títulos
Grêmio
- Campeonato Brasileiro Série B: 2005
- Campeonato Gaúcho: 2006, 2007

Brasil de Pelotas
- Campeonato do Interior Gaúcho: 2014